# Дольские
Дольские — западнорусский княжеский род XV—XVIII веков. Предположительно Рюриковичи из рода турово-пинских князей. Фамилия происходит от их волынской вотчины Дольска. Использовали собственный герб. Последние поколения княжеский титул утратили.

## Представители
- Роман
  - Михаил — берестейский каштелян[укр.]
  - Прокоп — судья земский вовковский в 1609, жена — Марина Матвеевна Клочко
    - Андрей — королевский секретарь, жена Нарушевич, дочь жмудского каштеляна
    - Христофор — пинский подкоморий
    - Николай Дольский (ок. 1610—1647) — хорунжий пинский
      - Ян Дольский (1637—1695) — государственный деятель Великого княжества Литовского, жёны: Эльжбета Остророг (ум. 1684) (дочь рогатинского старосты), Анна Ходоровская[укр.] из рода Ходоровских[укр.] дочь подкомория литовского Кшиштофа Ходоровского (вдова бельзкого воеводы[укр.] князя Константина Кшиштофа Вишневецкого), Семь сыновей и три дочери Яна Кароля Дольского скончались во младенчестве. Смогла выжить только одна дочь от первого брака.
        - Катажина Дольская (1680—1725) — дочь от первого брака, с 1695 года жена князя Михаила Вишневского[1][2].
        - Екатерина Вишневецкая (1701—1770), жена с 1722 г. великого ловчего коронного и воеводы смоленского Михаила Ждислава Замойского (ок. 1679—1735)
        - Анна Вишневецкая (1700—1732), жена с 1721 г. воеводы трокского Юзефа Огинского (ок. 1693—1736)